# Mosta
Mosta o Musta (forma estesa in maltese Il-Mosta; in italiano storico anche Casal Musta) è una città che si trova al centro dell'isola di Malta, a circa 17 km a nord-ovest della Valletta, con una popolazione di 18 676 abitanti.
L'edificio più importante di Mosta è la Rotonda di Mosta, una grande chiesa costruita dal lavoro volontario dei suoi parrocchiani. È dotata di una delle più grandi cupole non supportate del mondo e mostra una replica della bomba della seconda guerra mondiale, che si schiantò sulla cupola ma non esplose all'impatto.
Ogni 15 agosto Mosta celebra la festa parrocchiale dell'Assunta, le cui celebrazioni sono popolari sia tra i locali che tra i turisti. La città viene decorata ogni anno da parrocchiani e residenti, per dimostrare il loro affetto per la città e il suo santo patrono, settimane prima della processione pubblica.

## Storia
Mosta è stata abitata fin dalla preistoria, come provano i dolmen presenti nella zona. Ogni dolmen ha due pietre rettangolari e un'altra pietra simile posizionata orizzontalmente sopra le altre due. La città ha diverse leggende come La sposa di Mosta (L-Għarusa tal-Mosta), e una serie di luoghi storici come le Victoria Lines e le cappelle medievali.

## Luoghi di interesse

### Cappella Speranza
Un'attrazione a Mosta è la Cappella Speranza, che si trova nella Valle Speranza. Fu costruita nel XVIII secolo, tra il 1760 e il 1761 e una leggenda racconta che, durante un'invasione turca, una giovane ragazza e le sue sorelle che si prendevano cura delle pecore della loro famiglia erano a rischio di essere prese dagli invasori. Mentre le sorelle fuggivano, la ragazza non poteva correre abbastanza veloce perché zoppicava leggermente e si nascose in una grotta (trovata sotto la Cappella, sul lato sinistro). Lì pregò Maria promettendo che, se si fosse salvata, avrebbe costruito una cappella dedicata a Nostra Signora. Quando arrivarono gli invasori turchi che la inseguivano, non la cercarono nella grotta perché c'era una ragnatela intatta all'ingresso.

### Fattoria Marchese Mallia Tabone
La Fattoria Marchese Mallia Tabone è un'attrazione folcloristica, gestita dalla società filantropica Talent Mosti in collaborazione con il consiglio della vicina scuola. Il casale si affaccia sulla valle di Wied il-Ghasel. Ospita mostre che variano da dipinti, fotografie, lavori artigianali, hobby e un museo del folklore.

### Torre Cumbo
La Torre Cumbo è una residenza fortificata a Mosta.

### Basilica di Santa Maria Assunta
La chiesa più importante di Mosta è la Basilica di Santa Maria Assunta, che vanta la terza cupola non supportata più grande del mondo. La chiesa è dedicata all'Assunta, la cui festa si tiene il 15 agosto ed è un giorno festivo. La Rotonda è stata progettata da Giorgio Grognet de Vassé, cittadino francese residente a Mosta e realizzata con la collaborazione dei residenti di Mosta, che al tempo non erano più di 1500. La chiesa impiegò 27 anni per essere completata e fu da subito una grande attrazione.
Il 9 aprile 1942 la chiesa ha corso il rischio di esser distrutta durante la seconda guerra mondiale, in quanto una bomba dell'Asse colpì la cupola ma fortunatamente non esplose. Il detonatore è stato rimosso e una replica della bomba è oggi presente ora viene conservata come memoriale.

## Infrastrutture e trasporti
Dato che Mosta è al centro di Malta, gli autobus attraversano Mosta in direzione di Buġibba, Burmarrad, St. Paul's Bay, Qawra, Xemxija, Mġarr, Ċirkewwa, Mellieħa e altri luoghi nel nord. Molto traffico attraversa Constitution Street, una delle strade principali di Mosta, che collega il sud al nord di Malta.

## Sport
La squadra principale di calcio della città è il Mosta, mentre i Mustangs rappresentano la città nel campionato maltese di baseball dal 1993 e all'attivo hanno un titolo.

## Amministrazione

### Gemellaggi
Mosta è gemellata com:
- Millbrae, California, Stati Uniti (da aprile 1996)[14]
- Ragusa[15]